# Mike Colter
Mike Randal Colter (* 26. srpna 1976 Columbia, Jižní Karolína) je americký herec. K jeho nejvýznamnějším rolím patří Lemond Bishop v seriálu Dobrá manželka, Malcolm Ward v seriálu Nebezpečná identita a Luke Cage v seriálech Jessica Jones, Luke Cage a The Defenders.

## Kariéra
V televizi se poprvé představil v roce 2002 v seriálech Pohotovost a The Parkers, ve filmu debutoval rolí Willieho Littlea ve snímku Million Dollar Baby (2004). V následujících letech hrál např. ve filmech Poslední cesta a Salt či jako host se objevil ve třech různých seriálech série Zákon a pořádek (Porota, Zločinné úmysly a Útvar pro zvláštní oběti). V letech 2010–2012 působil v seriálu Dobrá manželka a v letech 2011–2012 v seriálu Nebezpečná identita. Hrál také ve snímku Muži v černém 3 a hostoval v seriálech Stoupenci zla a Myšlenky zločince. V roce 2014 si zahrál v seriálu Halo: Soumrak. V roli Luka Cage si poprvé objevil v seriálu Jessica Jones v roce 2015, následující rok pak byl titulním hrdinou stejnojmenného seriálu a v roce 2017 se jako Cage představil i v minisérii The Defenders.

## Osobní život
V roce 2002 si vzal Ivu Colter. V září roku 2016 potvrdil, že s ní má dceru Naiellu. V říjnu 2018 se jim narodila další dcera. Je příbuzný herečky Violy Davis.

## Filmografie

### Film
| Rok        | Název                      | Role                                | Poznámky |
| ---------- | -------------------------- | ----------------------------------- | -------- |
| 2004       | Million Dollar Baby        | velký Willie Little                 |          |
| 2005       | Brooklynští humři          | Jamal                               |          |
| 2007       | A pak přišla láska         | Yuppie Paul                         |          |
| 2010       | Salt                       | CIA taktický leader                 |          |
| 2012       | Muži v černém 3            | plukovník James Darrell Edwards Jr. |          |
| 2012       | 30 minut po půlnoci        | Mike                                |          |
| 2015       | America Is Still the Place | Charlie Walker                      |          |
| 2017       | Divoká dámská jízda        | Stewart Pierce                      |          |
| 2018       | Extinction                 | David                               |          |
| 2018       | The Impossible             | Tommy Shine                         |          |
| 2018       | Skin                       | Daryle Lamont Jenkins               |          |
| 2019       | Black and Blue             | Darius Terrow                       |          |
| 2019       | Before You Know It         | Charles                             |          |
| 2019       | Zlom                       | Tommy Shine                         |          |
| 2020       | Fatale                     |                                     |          |
| —          | I'm Charlie Walker         | Charlie Walker                      |          |
| Till Death | Price                      |                                     |          |

### Televize
| Rok       | Název                                     | Role                   | Poznámky                                                  |
| --------- | ----------------------------------------- | ---------------------- | --------------------------------------------------------- |
| 2002      | Pohotovost                                | Watts                  | díl: „Zpětný pohled“                                      |
| 2002      | The Parkers                               | Lamar                  | díl: „Lights, Camera, Action“                             |
| 2005      | Zákon a pořádek: Porota                   | strážník Billy Tolbert | díl: „Blue Wall“                                          |
| 2005      | Silver Bells                              | Bill                   | TV film                                                   |
| 2007      | Zákon a pořádek: Zločinné úmysly          | Dave Oldren            | díl: „Snajpr“                                             |
| 2009      | Zákon a pořádek: Útvar pro zvláštní oběti | Joseph Serumaga        | díl: „Hell“                                               |
| 2009      | Solving Charlie                           | Jack Dash              | TV film                                                   |
| 2009      | Poslední cesta                            | Demetry                | TV film                                                   |
| 2010      | Milionový lékař                           | strážník Tanner        | díl: „Lovesick“                                           |
| 2010–2015 | Dobrá manželka                            | Lemond Bishop          | vedlejší role, 21 dílů                                    |
| 2011      | Spravedlnost v krvi                       | Cliff Reacher          | díl: „The Blue Templar“                                   |
| 2011–2012 | Nebezpečná identita                       | Malcolm Ward           | hlavní role, 17 dílů                                      |
| 2013      | Stoupenci zla                             | Nick Donovan           | vedlejší role, 8 dílů                                     |
| 2013      | Myšlenky zločince                         | Colin Bramwell         | díl: „Final Shot“                                         |
| 2013      | The Surgeon General                       | Dr. McCallan           | TV film                                                   |
| 2014      | American Horror Story: Coven              | David                  | 3 díly                                                    |
| 2014      | Halo: Soumrak                             | Agent Jameson Locke    | 5 dílů                                                    |
| 2015      | Agent X                                   | Miles Lathem           | vedlejší role, 10 dílů                                    |
| 2015–2019 | Jessica Jones                             | Luke Cage              | hlavní role, 8 dílů                                       |
| 2016–2018 | Luke Cage                                 | Luke Cage              | hlavní role, 26 dílů                                      |
| 2016      | Comedy Bang! Bang!                        | sám sebe               | díl: „Mike Colter Wears a Pink Button Up and Black Boots“ |
| 2017      | The Defenders                             | Luke Cage              | hlavní role, 8 dílů                                       |
| 2018      | Americký táta                             | voják (hlas)           | díl: „(You Gotta) Strike for Your Right“                  |
| 2018–2019 | Dobrý boj                                 | Lemond Bishop          | díly: „Day 471“ a „The One with the Celebrity Divorce“    |
| 2019      | Šest pěstí                                | Brister                | 8 dílů                                                    |
| 2019–2024 | Evil                                      | David Acosta           | hlavní role                                               |
| 2019      | Seis Manos                                | Brister (hlas)         | 8 dílů                                                    |

### Videohry
| Rok  | Název                             | Role                  | Poznámky                               |
| ---- | --------------------------------- | --------------------- | -------------------------------------- |
| 2014 | Halo: The Master Chief Collection | Spartan Jameson Locke |                                        |
| 2015 | Halo 5: Guardians                 | Spartan Jameson Locke | Motion-capture only Voice by Ike Amadi |